# Amegilla dawsoni
Amegilla dawsoni es una especie de abeja excavadora perteneciente al género Amegilla, categorizada en la tribu Anthophorini, de la subfamilia Apinae. Fue descrita científicamente por el entomólogo australiano Percy Tarlton Rayment en 1951.

## Distribución y hábitat
Se distribuye por África, en Sudáfrica (provincia del Cabo Septentrional) y Australia, en Australia Occidental.

Los ejemplares de la especie se pueden encontrar en las regiones áridas de la mitad occidental del continente (Oceanía). Están muy extendidas en esta región, con los extremos norte y sur de sus distribuciones de apareamiento y anidación separados por aproximadamente 700 kilómetros.